# Laghetto d'Orbello
Il laghetto d'Orbello è un piccolo lago situato nella valle di Arbedo, nel comune di Arbedo-Castione nelle Alpi Lepontine.

## Storia
Il 2 ottobre 1928 scese una frana che si produsse sul versante sinistro della valle, ai piedi del Motto d'Arbino (1694 m s.l.m.), interessando una zona di circa 2 km². Questo evento ostruì il riale Traversagna, creando una diga alta 100 metri, che in poco tempo formò il laghetto nella sua forma attuale.

## Fauna

### Pesci
Le specie immessa è la trota fario e la trota iridea. 

### Vegetazione acquatica
Da qualche decennio è presente l'Elodea (Elodea Canadensis), pianta acquatica originaria dell'America settentrionale, scoperta in Europa nel 1836.